# عمرو بن ضبيعة الضبعي
عمر بن ضُبَيعة بن قيس بن ثعلبة الضُبعي كان جزءًا من جيش عمر بن سعد ولكن قبل يوم عاشوراء، انضم إلى معسكر الحسين بن علي واستُشهد معه في معركة كربلاء .

## في كربلاء
وكان عمر بن ضبيعة في جيش عمر بن سعد. ولكن لما رأى أن جيش عمر بن سعد لم يقبل اقتراحات الحسين بن علي ولم يسمحوا له بالعودة، وعزموا على قتله، انضم إلى الحسين. استُشهد في أول هجوم لجيش عمر بن سعد.
وقد ذُكر اسمه في زيارة الشهداء.